# Андре, Эмиль

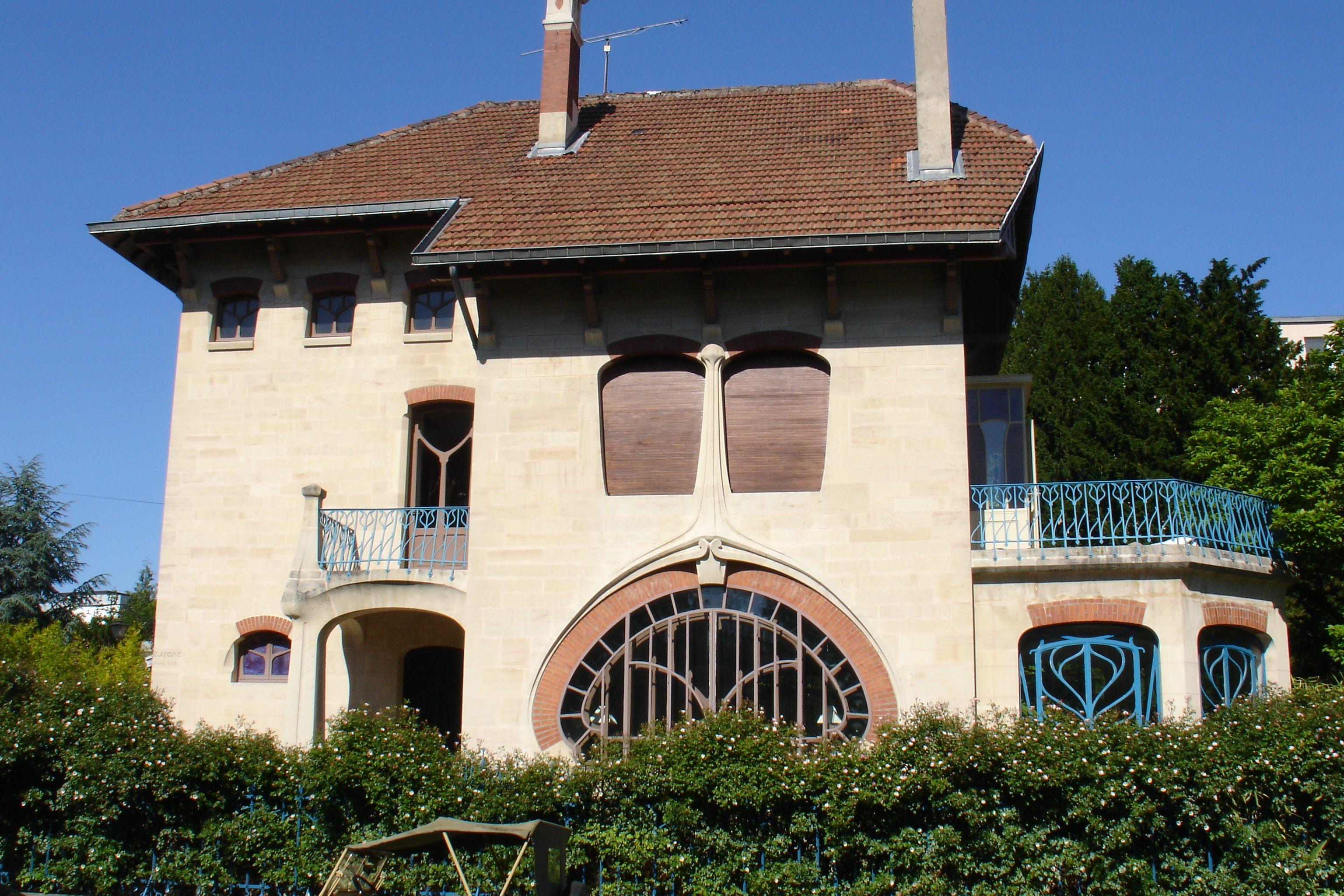
Вилла «Глицинии» (Нанси)

Эмиль Андре (фр. Émile André; 22 августа 1871, Нанси — 10 марта 1933, Нанси) — французский архитектор, дизайнер.

## Биография
Андре изучал архитектуру в Художественной школе Парижа. Также в образовательных целях довольно много путешествовал — посетил Египет, Тунис, Италию, и в начале 1901 года окончательно осел в Нанси.
В Нанси работал со своим отцом, архитектором Шарлем Андре, позднее начал сотрудничать с Эженом Валленом. Вместе с Валленом они разрабатывали архитектурные принципы нового стиля — ар-нуво.
В Художественной школе Нанси Андре являлся ведущим преподавателем по архитектуре и прикладному искусству.
Как художник прикладных ремёсел Андре создавал мебель, в качестве архитектора спроектировал и построил несколько жилых зданий в Нанси, фасады которых отмечены умением мастерски применять различные материалы в оформлении. Архитектор выделялся среди своих коллег в Нанси свободой применения принципов модерна в проектировании и дизайне. Его работы отмечены различными наградами.

## Выставки
- Émile André, architecte et artiste-décorateur de l’École de Nancy, Musée de l’École de Nancy, Нанси, 2003
- Émile André, Voyages en Orient, Musée des Beaux-Arts de Nancy, Нанси, ноябрь 2003 — январь 2004.